# 1er régiment cosaque de Nertchinsk
Le 1er régiment de Nertchinsk de S.M.I. le tsarévitch des cosaques de Transbaïkalie (en russe : 1-й Нерчинский Е.И.В. Наследника Цесаревича полк Забайкальского казачьего войска) est un régiment de cavalerie cosaque de l'extrême-orient russe.

## Origines
En 1689, Fiodor Golovine conclut avec la Chine le traité de Nertchinsk, traçant la frontière orientale de la Transbaïkalie, accompagné par deux régiments volontaires de cosaques de Sibérie. Ceux-ci établissent leurs garnisons à Nertchinsk, Seleguinsk et Verkhneoudinsk.
En juillet 1822, le régiment des cosaques de Transbaïkalie est formé à partir des cosaques de Nertchinsk et Verkhneoudinsk. Il devient, en 1851, la troupe des cosaques de Transbaïkalie (Забайкальское казачье войско). Les cosaques de Nertchinsk sont versés dans le 3e régiment et dans les forces frontalières.
Le 6 mai 1872, le 3e régiment de Transbaïkalie est renommé 3e régiment de cavalerie de cosaques de Transbaïkalie, puis devient 4e en 1893.

## Formation et campagnes
Le 1er janvier 1898, les 7e, 8e et 9e sotnias du 1er régiment cosaque de Tchita et 3 stonias du 4e régiment sont regroupées pour former le 1er régiment de Nertchinsk des cosaques de Transbaïkalie.

### Révolte des Boxers
Le premier conflit auquel participe le régiment est la répression de la révolte des Boxers en Chine. La 5e sotnia est envoyée à Port-Arthur pour rejoindre le détachement du général Tserpitski et prend part aux combats contre les Boxers dans le sud de la Mandchourie. Les autres sotnias sont réparties le long de l’Amour et agissent d’abord contre des bandes chinoises (les Honghuzi), avant de s’intégrer dans les détachements des généraux Michtchenko, Rennenkampf et Kaulbars dans le nord de la Mandchourie. Pour cette campagne, le régiment reçoit quatre clairons de Saint-Georges en argent avec l’inscription « Pour Eyur, Xing'an et Qiqihar en l’an 1900 » décernés le 19 février 1903 aux 1re et 2e sotnia, 183 cosaques sont décorés de croix de Saint-Georges.

### Guerre russo-japonaise
Au début de la guerre russo-japonaise, le régiment fait partie d’un détachement spécial aux ordres de son commandant, le colonel Pavlov, et s'engage dans le nord de la Corée, affrontant les Japonais vers Wonsan. Le régiment passe alors sous les ordres du général Kossogovski, toujours en Corée. En tout 78 cosaques se voient décerner des croix de Saint-Georges pour leur bravoure. Après le conflit, le régiment prend garnison à Blagovechtchensk. Le 17 mars 1908, le jour de la fête régimentaire, les hommes du régiment reçoivent un signe distinctif à porter sur le couvre-chef « Pour la campagne de Corée de 1904 et 1905 ».
En août 1906, le régiment est intégré à la brigade de cavalerie de l'Oussouri (qui devient en 1916 une division).

### Première Guerre mondiale
Fin 1915 le colonel baron Wrangel prend le commandement du régiment.
À l'automne 1916, le régiment est récompensé pour une attaque foudroyante contre trois régiments autrichiens et est placé sous le patronage du tsarévitch Alexis Nikolaïevitch. Il prend alors le nom de 1er régiment de Nertchinsk de S.M.I. le tsarévitch des cosaques de Transbaïkalie. Lors de la cérémonie à Tsarskoïe Selo, le colonel Wrangel remet au tsarévitch un uniforme du régiment ainsi qu’un cheval de Transbaïkalie.
Lors de la grande guerre, le régiment compte dans ses rangs deux commandants de sotnia, les podiessaouls Ungern-Sternberg et Semenov, qui jouent pendant la guerre civile russe un rôle dans la lutte des armées blanches en extrême-orient.

## Commandants
- 1.1.1898 — 12.1902 — colonel Kotov
- 10.05.1903 — 04.09.1907 — colonel Pavlov
- 28.10.1907 — après 01.03.1914 — colonel Perfiliev
- xx.xx.1914 — xx.10.1915 — colonel Kouznetsov
- 8 octobre 1915 — décembre 1916 — colonel Wrangel

## Sources
- Piotr Wrangel, Mémoires du général Wrangel, Jules Tallandier, 1930, 332 p..
- (ru) Kazin V. H., Kazač’i vojska : Spravočnaâ knižka imperatorskoj glavnoj kvartiry. Po 1-e aprelâ 1912 g., Saint-Pétersbourg, 1912.
- (ru) Makovkin A. E., 1-j Nerčinskij polk Zabajkal’skogo kazač’ego vojska, Saint-Pétersbourg, T-vo R. Golike i A. Vil’borg, 1907, 231 p. (lire en ligne).